# Pierre Werner
Pierre Werner (29. prosince 1913, Saint-André-lez-Lille – 24. června 2002, Lucemburk) byl lucemburský politik, v letech 1959–1974 a 1979–1984 byl premiérem Lucemburska. Krom toho zastával řadu dalších vládních funkcí: ministr obrany (1953–1959), ministr financí (1953–1974), ministr spravedlnosti (1953–1967) a ministr zahraničních věcí (1964–1967). Byl představitelem křesťansko-demokratické Chrëschtlech Sozial Vollekspartei. Byl velkým bojovníkem za jednotnou evropskou měnu a někdy je nazýván “otec eura”. Jako předseda komise Evropského hospodářského společenství publikoval v roce 1970 tzv. Wernerovu zprávu, která doporučovala monetární unii šesti evropských států.